# Franciszek Dziedzic (duchowny)
Franciszek Dziedzic (ur. 15 października 1946 w Pysznicy, zm. 26 listopada 2017) – polski duchowny rzymskokatolicki, historyk sztuki, malarz. Od 1998 do 2015 dyrektor Muzeum Diecezjalnego w Rzeszowie oraz diecezjalny konserwator dzieł sztuki kościelnej, kanonik honorowy Kapituły Katedralnej w Rzeszowie, prałat.

## Życiorys
Syn Michała i Katarzyny z domu Maziarz. W 1967 zdał maturę w Państwowym Liceum Sztuk Plastycznych w Jarosławiu, po której rozpoczął studia z zakresu historii sztuki na Uniwersytecie Jagiellońskim. W latach 1974–1980 odbył studia w Wyższym Seminarium Duchownym w Przemyślu. Święcenia kapłańskie przyjął 8 czerwca 1980 z rąk biskupa przemyskiego Ignacego Tokarczuka.
Następnie pracował jako wikariusz kolejno w parafiach: Wniebowzięcia Najświętszej Maryi Panny w Rzeszowie-Zalesiu od 1980 do 1983, Trójcy Przenajświętszej w Leżajsku od 1983 do 1985 i Chrystusa Króla w Rzeszowie od 1985 do 1989. Od 2 sierpnia 1989 do 24 sierpnia 1998 był proboszczem 
Parafii Narodzenia Najświętszej Maryi Panny w Rzeszowie. Jednocześnie w 1992 został diecezjalnym duszpasterzem neokatechumenatu.
Następnie od 24 sierpnia 1998 do 22 sierpnia 2015 był diecezjalnym Konserwatorem Dzieł Sztuki Kościelnej i zarazem kierował nowo utworzonym rzeszowskim Muzeum Diecezjalnym. Przez 10 lat wykładał w przemyskim seminarium historię sztuki sakralnej. Przeszedł później na emeryturę, zamieszkując w Domu Księży Seniorów.
Zarazem pełnił wiele funkcji w diecezji rzeszowskiej: był przewodniczącym Komisji ds. Architektury i Sztuki Kościelnej od 1998, Diecezjalnym Duszpasterzem Środowisk Twórczych od 1998, członkiem Komisji Liturgicznej od 2008. Z urzędu był także członkiem Rady Kapłańskiej od 2005 do 2015. Odznaczony tytułem kanonika EC i RM, kanonika honorowego Kapituły Katedralnej w Rzeszowie oraz kapelana honorowego Ojca św. (prałata).
Zmarł w wyniku choroby nowotworowej. Pochowany 29 listopada 2017 w rodzinnym Zarzeczu.